# Flotte du Pacifique (France)
Pour les articles homonymes, voir Flotte du Pacifique.
La Flotte du Pacifique est une flotte de la Marine nationale française stationnée dans l'océan Pacifique, dont l'origine remonte au milieu du 19e siècle et à la Division navale de l'Océanie et la  Division navale des mers de Chine et du Japon.
Son état-major actuellement est installé sur la base navale de Papeete en Polynésie française, qui constitue la principale base de la flotte. Une autre base importante se situe à Nouméa, en Nouvelle-Calédonie. Elle fait partie des Forces armées en Polynésie française.

## Dénominations
Différentes dénominations ont été utilisées au cours de l'histoire :

### En Océanie
- « Division navale de l'Océanie » pour la flottille affecté aux intérêts français en Océanie[1]
- « Division navale du Pacifique » [2]

### En Extrême-Orient
- « Division navale des mers de Chine » puis, à partir du milieu des années 1860, « Division navale des mers de Chine et du Japon » (1850-1884)
- « Escadre d'Extrême-Orient » (1884-1885)
- « Division navale d'Extrême-Orient », DNEO (1885-1900)
- « Escadre d'Extrême-Orient » (1900-1906)
- « Division navale d'Extrême-Orient » (1906-1920)
- « Forces navales en Extrême-Orient », FNEO (1926-1940)
- « Forces navales françaises libres du Pacifique » (1940-1944)
- « Forces maritimes d'Extrême-Orient », FMEO (1944-1956) qui comprend durant la guerre d'Indochine à partir de 1947 la DNEO (reformée en 1947) et la Marine d'Indochine
- « Forces maritimes du Pacifique » (1956-aujourd'hui)

## Historique
Dans les années 1850, la division navale de l’Océanie est constitué de seulement deux ou trois navires et à un peu plus de 300 hommes. Leurs commandants sont alors les gouverneurs (plus précisément les Comissaires navals) administrant Tahiti, Moorea, l'archipel des Tumamotu, les iles Marquises, Tubuai, et à partir de septembre 1853 la Nouvelle-Calédonie. 
À partir de 1860, l'escadre française opérant en Asie de l'Est est nommée station navale de Saigon puis « division navale des mers de Chine et du Japon ».

### Forces navales françaises libres du Pacifique
En 1941, l'aviso Chevreuil, commandé par l'enseigne de vaisseau Fourlinnie, des Forces navales françaises libres est envoyé dans le Pacifique pour des missions de maintien de l'ordre. Avec l'accord de l'amirauté Britannique, il est mis à la disposition du commandant des Forces navales françaises libres du Pacifique, le capitaine de frégate Georges Cabanier. Le Chevreuil fait de nombreuses missions dans cette zone du 7 octobre 1941 au mois de janvier 1944.

## Composition actuelle

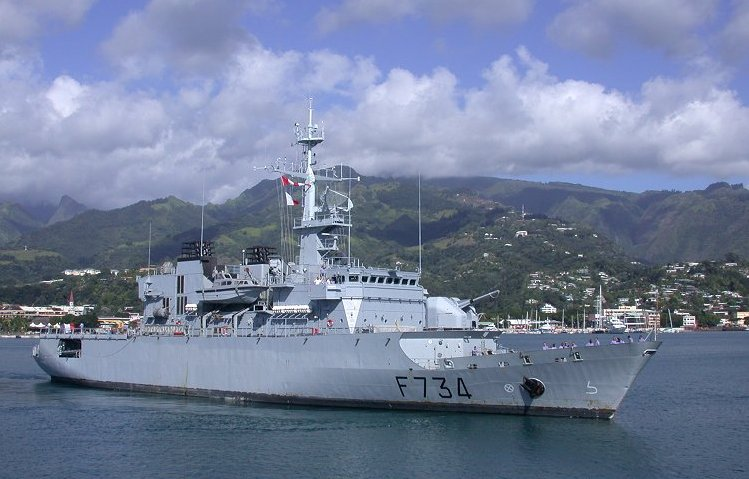
La frégate Vendémiaire manœuvrant dans le port de Papeete.

[Quand ?]
| #    | Type         | Nom             | Classe             | Port d'attache | Entrée en service actif |
| ---- | ------------ | --------------- | ------------------ | -------------- | ----------------------- |
| F731 | Frégate      | Prairial        | Classe Floréal     | Papeete        | 1992                    |
| F734 | Frégate      | Vendémiaire     | Classe Floréal     | Nouméa         | 1993                    |
| P675 | Patrouilleur | Arago           | Lapérouse          | Papeete        | 1991                    |
| P686 | Patrouilleur | La Moqueuse     | Classe P400        | Nouméa         | 1987                    |
| P779 | Patrouilleur | Auguste Bénébig | Classe Félix Éboué | Nouméa         | 2023                    |
| A622 | BSAOM        | Bougainville    | d'Entrecasteaux    | Papeete        | 2016                    |
| A621 | BSAOM        | d'Entrecasteaux | d'Entrecasteaux    | Nouméa         | 2016                    |